# Булгаков-Денисьев, Фёдор Юрьевич
Фёдор Юрьевич Булгаков-Денисьев (ум. после 1608) — городовой и полковой воевода, стольник. Сын Юрия Матвеевича Булгакова-Денисьева. Представитель рязанского дворянского рода Денисьевых.

## Происхождение
Ф. Ю. Булгаков-Денисьев принадлежал к рязанскому боярству, считавшему своим родоначальником некого Шаю. По родовой легенде он выехал из Золотой Орды на службу к рязанским князьям.
Свою фамилию Фёдор Юрьевич получил от имени одного из своих предков — Денисия Юрьевича — и прозвища его сына Михаила — Булгак, то есть вздорный, шумливый.
После присоединения Рязанского княжества к Москве в начале XVI века Булгаковы-Денисьевы остались служить воеводами по Рязани. При великокняжеском и потом царском дворе они никаких должностей не занимали.

## Биография
В 1600—1603 годах при царе Борисе Годунове Ф. Ю. Булгаков-Денисьев служил воеводой в отдаленном сибирском городе Мангазее.
В 1607 году при царе Василии Шуйском был пожалован в стольники.
В том же 1607 году Фёдор Юрьевич Булгаков-Денисьев был назначен вторым воеводой в рязанском войске под командованием воеводы князя Бориса Михайловича Лыкова-Оболенского. В мае отряды из Рязани под командованием Б. М. Лыкова и Ф. Ю. Булгакова выступили на помощь каширским воеводам, князю А. В. Голицыну и Г. Г. Пушкину. 5-7 июня 1607 года царские воеводы разгромили в битве на реке Восьме, под Каширой, повстанческие силы под предводительством И. И. Болотникова и князя А. А. Телятевского. За победу царь Василий Шуйский наградил всех воевод золотыми монетами.
Во время похода русской рати под предводительством царя Василия Шуйского на Тулу Фёдор Юрьевич Булгаков-Денисьев был назначен вторым воеводой сторожевого полка после князя Б. М. Лыкова-Оболенского.
После осады и взятии царской армией Тулы в октябре 1607 года Фёдор Юрьевич Булгаков-Денисьев вместе с Прокопием Петровичем Ляпуновым был послан на Епифань и Крапивну для борьбы с отрядами Лжедмитрия II. Царские воеводы потерпели поражение и были вынуждены отступить, понеся большие потери.
В 1608 году рязанский воевода Фёдор Юрьевич Булгаков-Денисьев занимался сбором дворянского ополчения на Рязанщине для борьбы с Тушинским вором.